# Oplismenus undulatifolius
Oplismenus undulatifolius es una especie de hierba perenne de la familia Poaceae que es nativa de Asia del Sur, Asia Oriental, Sudeste de Asia, Australia y África Meridional. Se puede encontrar en países como Pakistán (Punjab y Cachemira), China,
Japón, Corea, India, Australia, Sudáfrica, y desde entonces se ha introducido en el Atlántico medio. Estados Unidos. No hay subespecies reconocidas en el Catálogo de la Vida.

## Descripción

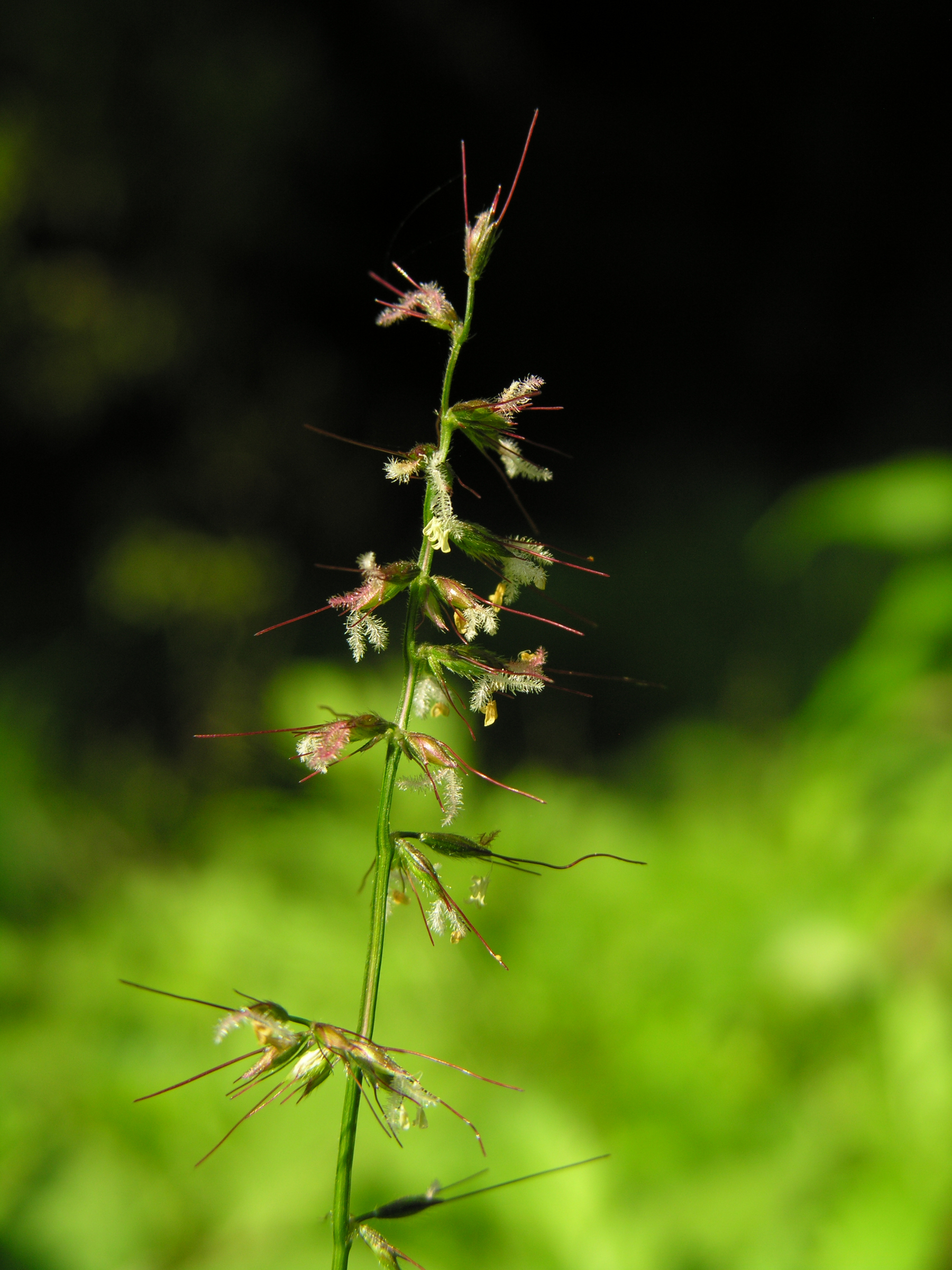
Flores de Oplismenus undulatifolius son típicamente de color muy claro en comparación con las flores de color rojo oscuro de Oplismenus hirtellus.

Oplismenus undulatifolius es una planta perenne de raíces poco profundas con estolones que pueden crecer hasta varios pies de largo. Las hojas de las plantas invernantes se vuelven marrones y muertas, pero en la primavera, comienza un nuevo crecimiento en los nudos superiores de los estolones. A principios del otoño, los toldos pegajosos se adhieren fácilmente a cualquier cosa que los roce, lo que lo convierte en un modo efectivo de dispersión.
La planta mide 15–50 centímetros de largo, las láminas foliares son ligeramente lanceoladas, ovadas y miden entre 1–7 centímetros y 4–15 milímetros de ancho. Su inflorescencia es de 2–8 centímetros de largo y está formada por 5-11 fascículos cuneados que tienen una longitud de 0,5–1,5 centímetros y llevan de 2 a 6 espiguillas.  Las espiguillas son lanceoladas como las láminas foliares, y miden 2.5–4 milímetros de longitud. También son glabras y pubescentes y tienen glumas que tienen aristas viscosas lisas que miden de 7 a 14 milímetros de largo. Las aristas de las glumas inferiores son de color púrpura, tienen una longitud de 5 a 10 milímetros y son 3-5 veteados. El lema inferior es herbáceo y tiene 5-9 venas, mientras que el superior tiene 5 venas con una arista que mide 2–5 milímetros. El ápice de la especie tiene una resistencia de 1 a 2 milímetros  de largo. Las flores y los frutos crecen de julio a noviembre.
Esta especie crece particularmente bien en ambientes húmedos y sombreados, en una variedad de tipos de suelo. En Australia crece en los bosques costeros de sombra en el puerto de Coffs.

## Ecología
En su forma nativa, Oplismenus undulatifolius es una fuente de alimento para muchas especies de Lepidópteros, incluyendo Elachista kurokoi, Helcystogramma fuscomarginatum, Mycalesis francisca, Mycalesis sangaica, Mycalesis zonata, Palaeonympha opalina, Stigmella oplismeniella, Ypthima akragas,' Ypthima baldus, y Ypthima esakii.

### Como especie invasora
Introducida accidentalmente en los Estados Unidos en Maryland y Virginia, esta especie se propaga rápidamente y se está volviendo extremadamente invasiva en áreas naturales boscosas en la región del Atlántico Medio en numerosos condados de Maryland y Virginia.
La especie se reportó por primera vez en Maryland en 1996, creciendo alrededor del área de Liberty Reservoir y la sección norte del río Patapsco en el condado de Howard. La hierba se extendió rápidamente en áreas naturales conectadas en los condados de Baltimore y Carroll. En 1999 se identificó en el Condado de Montgomery en el Parque Regional de Wheaton. En 2006, se identificó en el condado de Prince George en Little Paint Branch Park, el adyacente Beltsville Agricultural Research Center-East y el National Greenbelt Park. Había cruzado a Virginia en 2004, donde se encontró que crecía en un sitio de 80 acres (320,000 m²) en el parque nacional Shenandoah, y en un sitio de 20–30 acres (81,000–121,000 m²) en la Reserva Fraser a lo largo del río Potomac en el condado de Fairfax.
Una vez que una población se ha establecido, la erradicación completa de un sitio ha demostrado ser extremadamente difícil debido a un ciclo de vida perenne de larga duración, una larga temporada de germinación de semillas (abril-noviembre) y una considerable movilidad de semillas de la especie.

## Galería

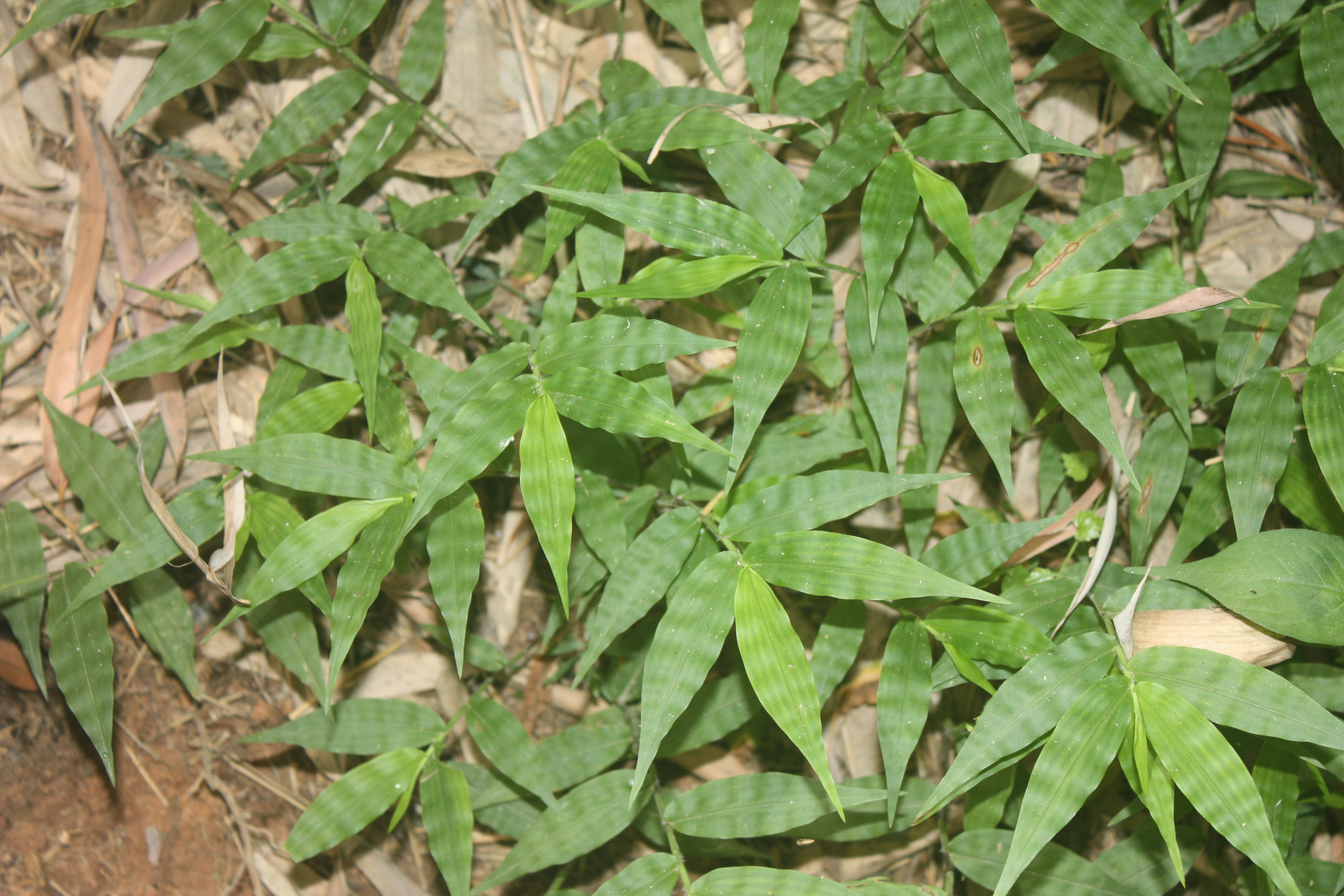
Oplismenus undulatifolius creciendo bajo bambú en Damyang, Corea.
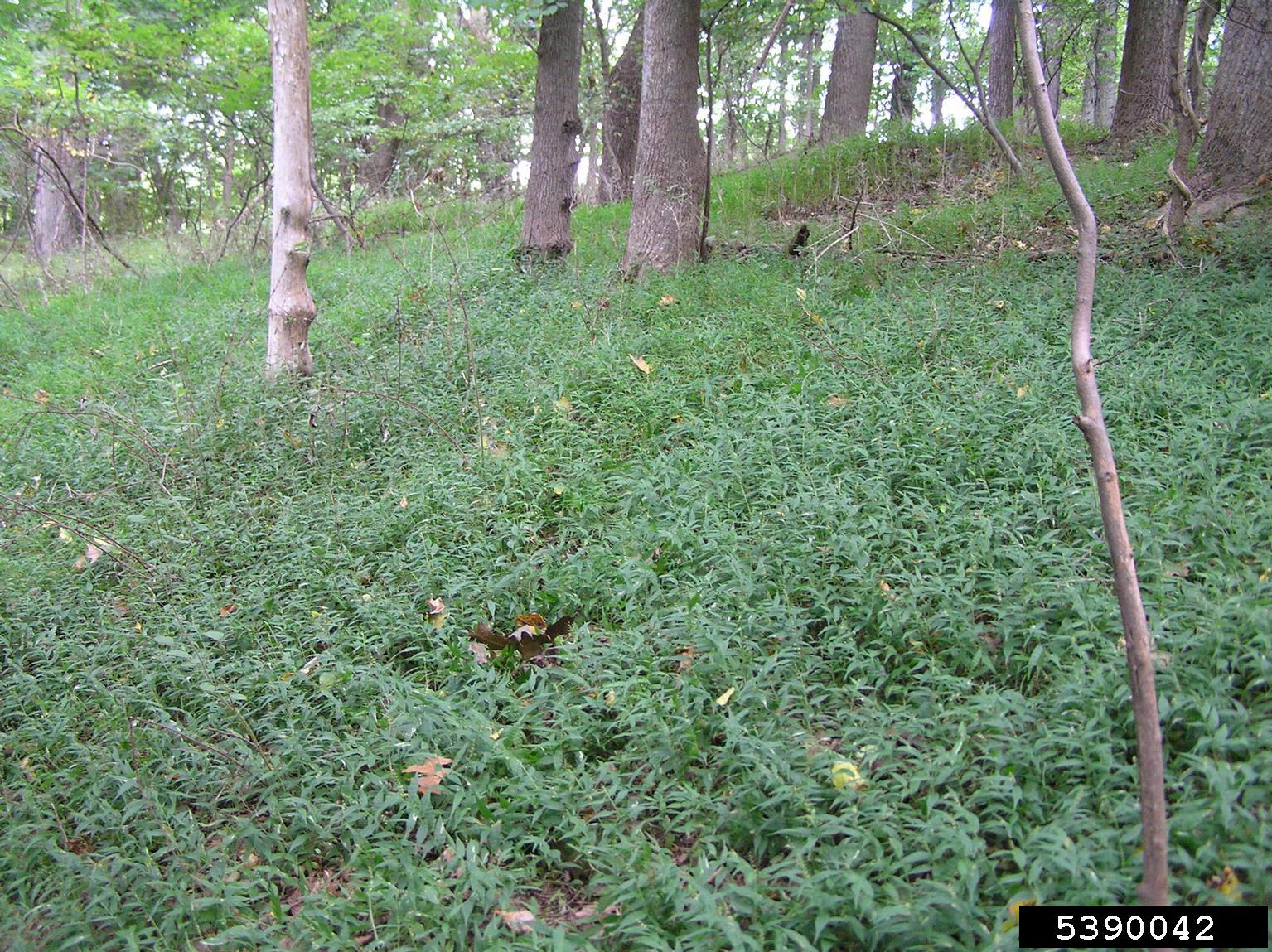
Infestation. Hábitat: bosque en Maryland, Estados Unidos.
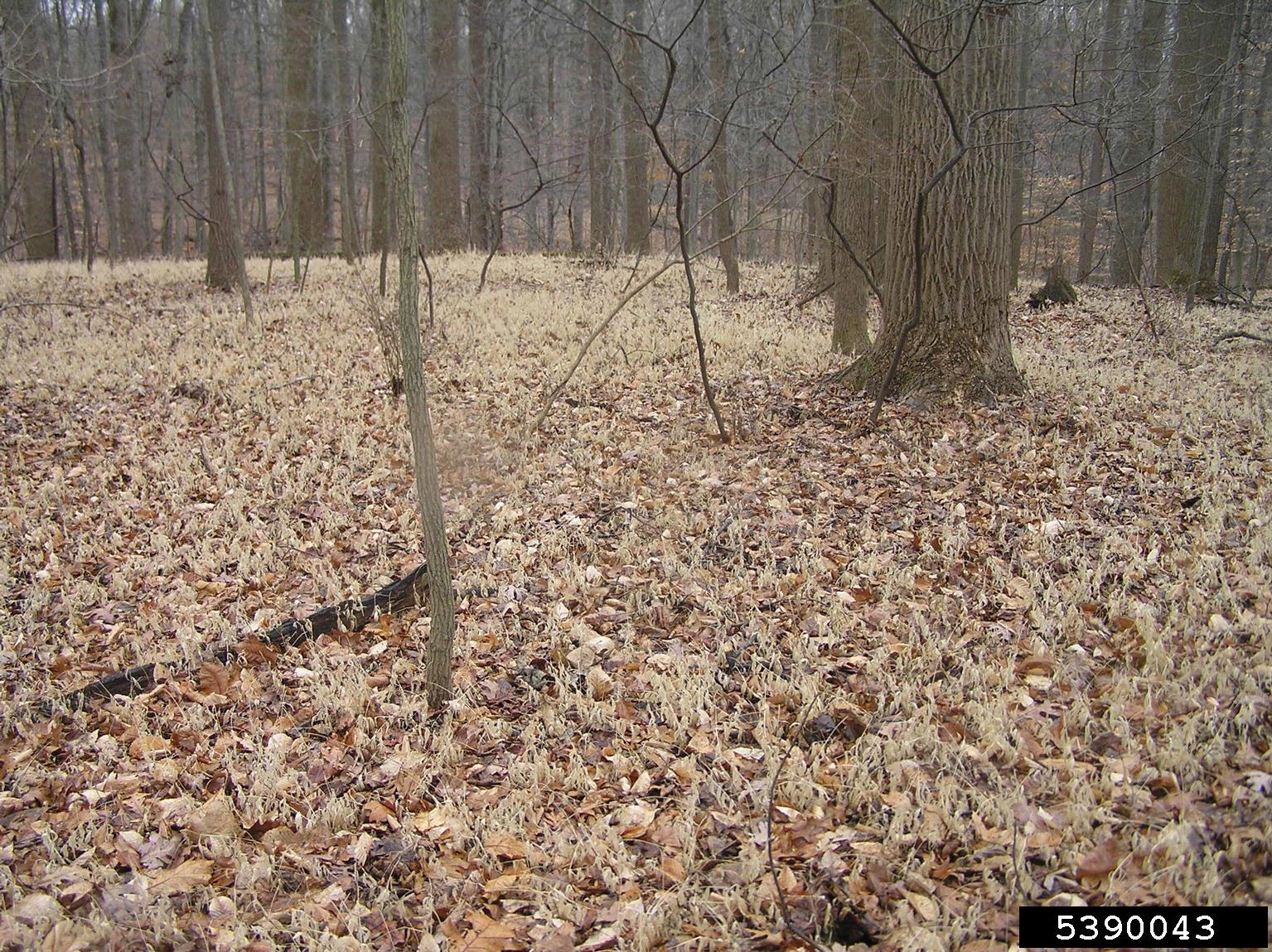
Sus hojas mueren a mediados de diciembre. Las plantas sobreviven el invierno y las hojas resurgen cada primavera. Aspecto invernal de una infestación en Maryland, Estados Unidos.
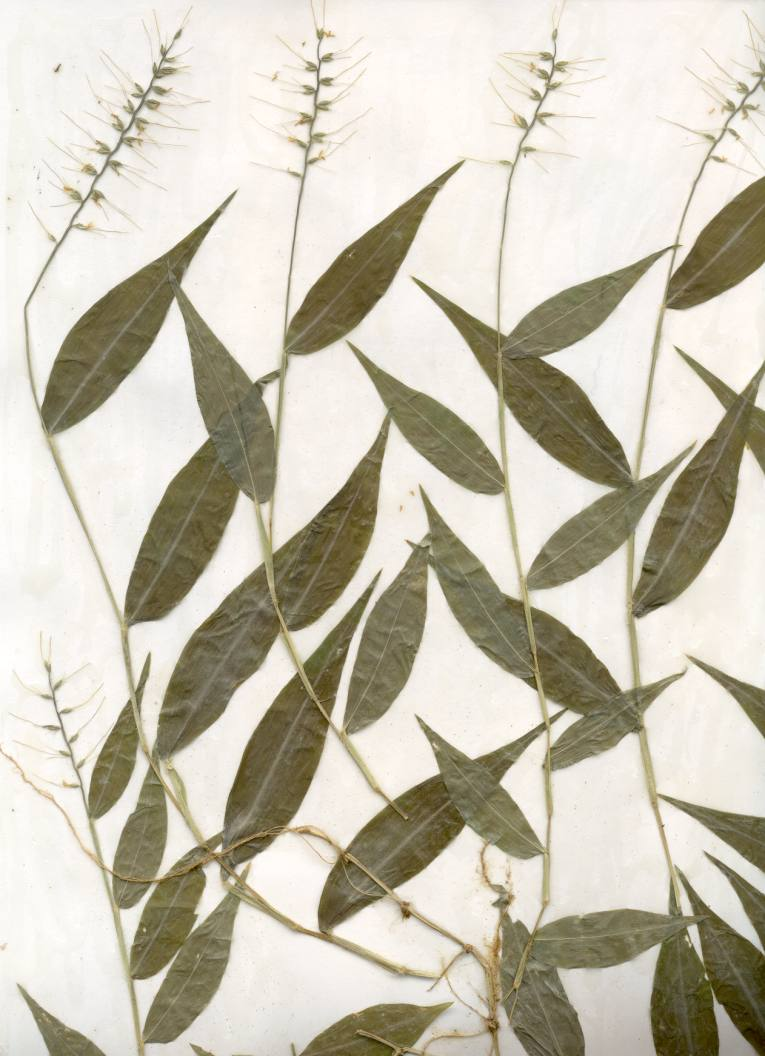
Oplismenus undulatifolius colectada en Liberty Reservoir en Maryland en 1997.
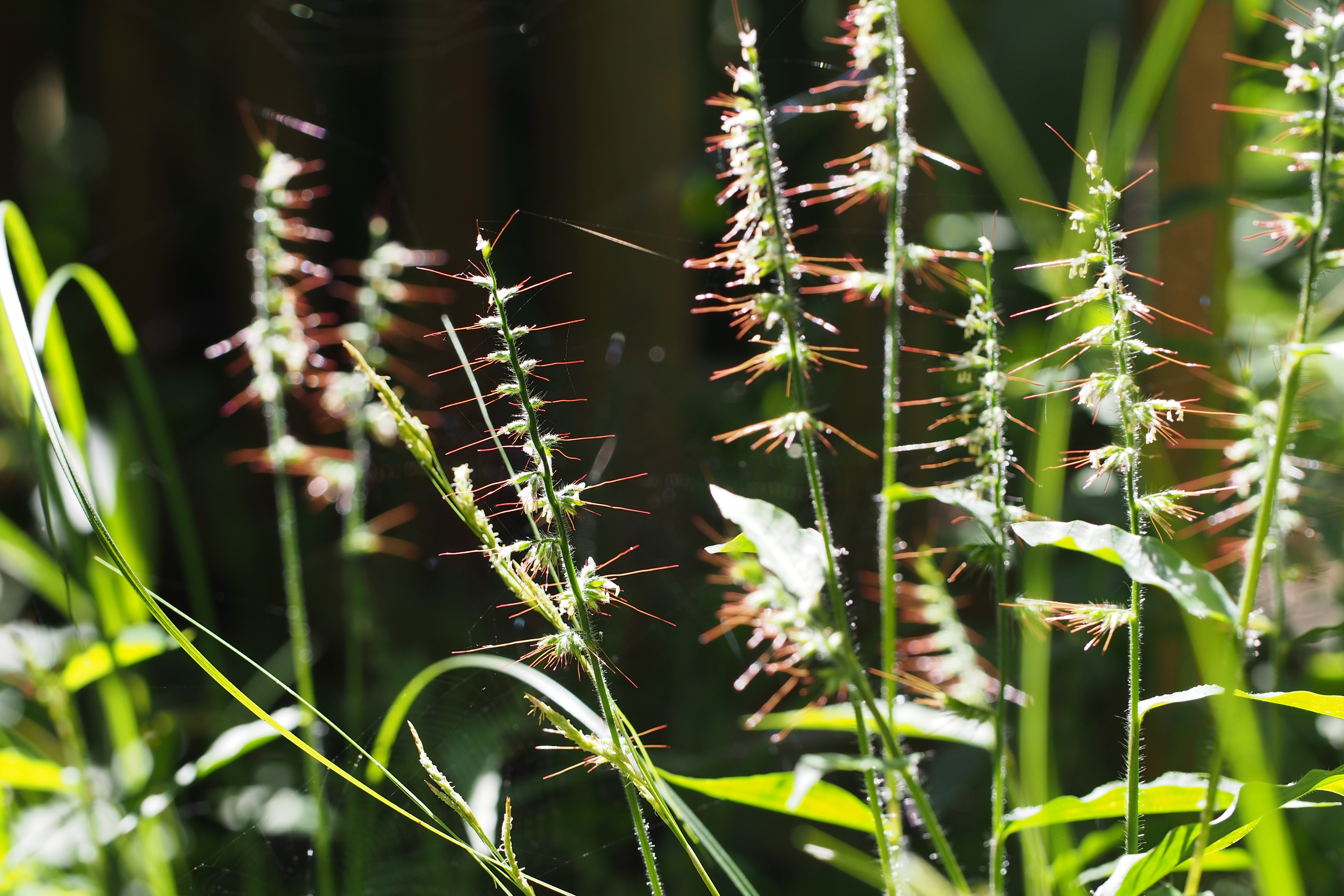
Oplismenus undulatifolius con flores blancas. Kobe, Japón.